# Почиковский, Артур Евгеньевич
Артур Евгеньевич Почиковский (1931—2003) — советский и российский оперный певец (баритон) и режиссёр. Заслуженный деятель искусств РСФСР.

## Биография
В 1958 году окончил Ленинградскую государственную консерваторию им. Римского-Корсакова как вокалист (учился на вечернем отделении). В 1961—1970 годах был ведущим солистом Малого оперного театра, на сцене которого исполнял партии Андрея Болконского, Паратова, Петруччо, Онегина, Фигаро, Яго и др., а также вёл активную эстрадно-концертную деятельность (в частности, выступал с Н. Юреневой). Был одним из первых исполнителей музыки В. Гаврилина, который посвятил певцу вокальный цикл «Немецкая тетрадь».
В фильме «Человек-амфибия» (1961) Артур Почиковский исполнил «Песню бродячего певца» («Уходит рыбак в свой опасный путь…»).
В 1973 году Почиковский вновь окончил Ленинградскую консерваторию уже как режиссёр (класс проф. Р. И. Тихомирова). Работал главным режиссёром Саратовского
театра оперы и балета им. Н. Г. Чернышевского (1973—1981) и Одесского театра оперы и балета (1981—1991). Деятельность Почиковского в обоих театрах привела к обновлению в их жизни и открыла новые периоды в их развитии. В 1977 году состоялись успешные гастроли саратовского театра в Москве на сцене Большого театра, где были показаны 15 спектаклей (музыковед Ноэми Михайловская особо выделила постановку «Аиды» Дж. Верди). По результатам гастролей театр получил звание академического, а А. Е. Почиковский — звание «заслуженный деятель искусств РСФСР».
После распада СССР интриги руководства Одесского театра оперы и балета вынудили Артура Евгеньевича оставить пост главного режиссёра и вернуться в родную консерваторию в качестве педагога. В 1991—2003 годах он занимался преподавательской деятельностью в качестве профессора и заведующего кафедрой музыкально-сценического мастерства.